# Iti, Tomari Dhaka
Iti, Tomari Dhaka é um filme antológico bengali de 2018. Trata-se de uma produção da Impress Telefilm dirigida por onze cineastas, que une curtas que retratam pessoas marginalizadas na capital de Bangladesh, Daca. A obra venceu o prêmio de melhor roteiro no Festival Internacional de Cinema de Jaipur e foi inscrita para representar seu país no Oscar 2021.
O filme é descrito como uma "carta de amor" a Daca, representando pontos de vista distintos sobre o estilo de vida dos habitantes e os frequentes acontecimentos na cidade.